# Enamorados do Samba
Enamorados do Samba é uma escola de samba de Curitiba, PR, Brasil.
A escola estreou no Carnaval de Curitiba em 2018, sendo campeã do grupo de acesso.
Apenas dois anos depois, em 2020, sagrou-se campeã do grupo principal do carnaval da cidade.